# أنسون غرين فيلبس
أنسون غرين فيلبس (بالإنجليزية: Anson Green Phelps)‏ هو شخصية أعمال أمريكي، ولد في 24 مارس 1781 في Simsbury, Connecticut ‏ في الولايات المتحدة، وتوفي في 30 نوفمبر 1853 في نيويورك في الولايات المتحدة.